# Qtrax

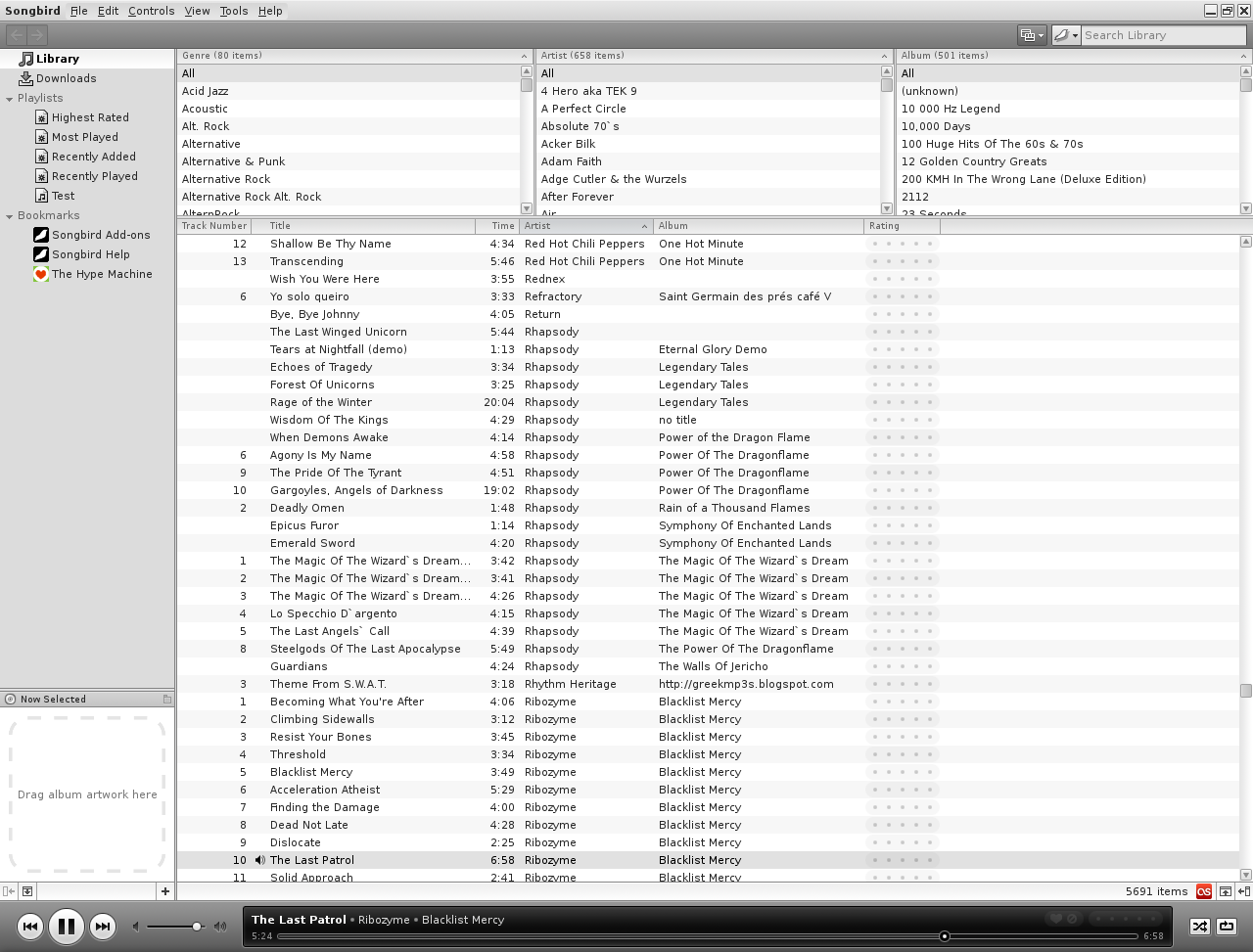
Wygląd programu Songbird, na którym bazowany jest Qtrax

Qtrax – legalna sieć P2P sponsorowana reklamami, w której użytkownicy mogą ściągać utwory muzyczne za darmo.
Serwis został ogłoszony w 2008 roku na konferencji Midem, podczas której firma ogłosiła, że podpisała umowy z czterema największymi wytwórniami muzycznymi: EMI, SonyBMG, Universal Music Group i Warner Music Group, jednak wszystkie cztery wytwórnie zaprzeczyły, iż doszło do podpisania umowy. Firma również twierdzi, że będzie udostępniała 25 000 000 utworów, mimo że uważa się, iż jedynie 6 000 000 utworów jest dostępnych w cyfrowym formacie.